# 우드쇼크
《우드쇼크》(영어: Woodshock)는 2017년 9월 개봉한 미국의 드라마 영화이다. 패션 디자이너인 멀리비 자매가 감독과 각본을 맡았으며, 영화 감독 데뷔작이다. 제74회 베네치아 국제 영화제에서 전세계 최초 상영되었다.

## 출연

### 주연
- 커스틴 던스트
- 조 콜

### 조연
- 요한 필립 애스백
- 스테프 듀발
- 잭 킬머
- 수잔 테일러

## 기타
- 라인프로듀서: 크리스 스틴슨
- 미술: K.K. 바렛
- 세트: 플로렌시아 마틴
- 시각효과: 프레드릭 노드
- 의상: 케이트 멀리비
- 의상: 로라 멀리비
- 의상: 크리스티 위텐본
- 배역: 에이비 코프먼